# Elección presidencial de Alemania de 1999
En elección presidencial de Alemania de 1999 , resultó elegido el integrante del Partido Socialdemócrata de Alemania (SPD) Johannes Rau, derrotando a Dagmar Schipanski (CDU) y a la candidata independiente Uta Ranke-Heinemann, apoyada por el Partido del Socialismo Democrático (PDS).

## Candidaturas
El Partido Socialdemócrata de Alemania (SPD) nominó por segunda vez consecutiva (después de la elección de 1994) a Johannes Rau, Ministro-Presidente de Renania del Norte-Westfalia de 1978 a 1998. Él de hecho había recibido garantías del presidente del partido, Oskar Lafontaine, de que podría postular  nuevamente si renunciaba a sus funciones regionales. A pesar de  que Lafontaine renunció al SPD en marzo de 1999, la oferta para Rau se mantuvo. Él podía contar con el apoyo de los Verdes, los aliados de los socialdemócratas a nivel federal, pero la coalición rojo-verde por nueve votos no tenía la mayoría absoluta en la Asamblea, asegurando sólo  661 votos. Sin embargo, su candidatura atrajo la simpatía del Partido Liberal Democrático (FDP), que no postuló ningún candidato.
La CDU/CSU, conscientes de su incapacidad para ganar las elecciones, seleccionaron como candidata a Dagmar Schipanski, profesora de la Universidad Técnica de Ilmenau y que, poco después de las elecciones, se convirtió en ministra de Ciencia de Turingia. 
El Partido del Socialismo Democrático (PDS), representado en el Bundestag desde la reunificación de Alemania solamente, también decidió presentar, por primera vez, un candidato, en este caso Uta Ranke-Heinemann, hija del expresidente Federal y Ministro socialdemócrata Gustav Heinemann.

## Composición de la Asamblea Federal[1]
El Presidente es elegido por la Asamblea Federal integrada por todos los miembros del Bundestag y un número igual de delegados en representación de los estados. Estos se dividen proporcionalmente según la población de cada estado, y la delegación de cada estado se divide entre los partidos políticos representados en su parlamento a fin de reflejar las proporciones partidistas en el parlamento.
| Por partido                 | Por partido  | Por partido |                        | Por estado | Por estado |
| Partido                     | Partido      | Miembros    | Estado                 | Miembros   |            |
| --------------------------- | ------------ | ----------- | ---------------------- | ---------- | ---------- |
|                             | SPD          | 565         | Bundestag              | 669        |            |
|                             | CDU/CSU      | 547         | Baden-Württemberg      | 82         |            |
|                             | Los Verdes   | 96          | Baviera                | 98         |            |
|                             | PDS          | 65          | Berlín                 | 27         |            |
|                             | FDP          | 56          | Brandenburg            | 23         |            |
|                             | Republikaner | 7           | Bremen                 | 5          |            |
|                             | DVU          | 2           | Hamburg                | 13         |            |
| Total                       | Total        | 1338        | Hesse                  | 47         |            |
|                             |              |             | Mecklenburg-Vorpommern | 16         |            |
| Renania del Norte-Westfalia | 143          |             |                        |            |            |
| Renania-Palatinado          | 33           |             |                        |            |            |
| Sarre                       | 9            |             |                        |            |            |
| Sajonia                     | 39           |             |                        |            |            |
| Sajonia-Anhalt              | 24           |             |                        |            |            |
| Schleswig-Holstein          | 23           |             |                        |            |            |
| Thuringia                   | 22           |             |                        |            |            |
| Total                       | 1338         |             |                        |            |            |

## Resultados
| Candidato (resultado) | Candidato (resultado) | Partido                            | Primera vuelta | Primera vuelta | Segunda vuelta | Segunda vuelta |
| Candidato (resultado) | Candidato (resultado) | Partido                            | Votos          | Porcentaje     | Votos          | Porcentaje     |
| --------------------- | --------------------- | ---------------------------------- | -------------- | -------------- | -------------- | -------------- |
| Presidente federal    | Johannes Rau          | SPD                                | 657            | 49.1           | 690            | 51.6           |
| Candidata             | Dagmar Schipanski     | CDU/CSU                            | 588            | 43.9           | 572            | 42.8           |
| Candidata             | Uta Ranke-Heinemann   | Independiente (apoyada por el PDS) | 69             | 5.2            | 62             | 4.6            |

Nota: Hubo 17 votos blancos (1.3 %) y 2 votos nulos (0,15 %, en primera vuelta), y 8 votos blancos (0.6 %) y un voto nulo (0,07 %, en segunda vuelta).